# گربه‌ایان کوچک
گربه‌ایان کوچک (نام علمی: Felinae) یک زیرخانواده از خانواده گربه‌ایان است که شامل چندین سرده و تعداد زیادی گونه گوناگون می‌شود؛ که از جمله آن‌ها می‌توان گربه، گربه جنگلی، گربه شنی و گربه پالاس را نام برد. شیر کوهی بزرگ‌ترین گونه این خانواده محسوب می‌شود و در طبقه‌بندی جدید یوزپلنگ نیز یک گونه از گربه‌ایان کوچک و خویشاوند نزدیک شیر کوهی در نظر گرفته می‌شود. کهن‌ترین سنگواره‌های یافت شده از گربه‌ایان کوچک مربوط به میوسن پسین در حدود ۹ میلیون سال پیش است.

## سرده‌ها
| - سرده ثابت‌پنجه بروکس، ۱۸۲۸ - ثابت‌پنجه گرادس، ۱۹۹۷ † - ثابت‌پنجه تنیوس، ۱۹۵۴ † - یوزپلنگ شربر، ۱۷۷۵ – یوز - Acinonyx kurteni کریستیانسن و مازاک، ۲۰۰۸ † - یوز بزرگ کروازه و ژوبر، ۱۹۲۸ † – یوز بزرگ - سرده سیاه‌گوش‌ها گری، ۱۸۴۳ - سیاه‌گوش شربر، ۱۷۷۶ – سیاه‌گوش - سرده زرین‌گربه‌ها سورتزوف، ۱۸۵۸ - گربه خلیجی گری، ۱۸۷۴ – گربه خلیجی - گربه طلایی آسیایی ویگورس و هورسفیلد، ۱۸۲۷ – گربه طلایی آسیایی - سرده گربه‌ها لینه، ۱۷۵۸ - Felis attica واگنر، ۱۸۵۷ † - گربه کوهی چینی میلن-ادواردز، ۱۸۹۲ – گربه کوهی چینی - گربه لینه، ۱۷۵۸ – گربه خانگی - گربه جنگلی شربر، ۱۷۷۷ – گربه جنگلی - Felis lunensis مارتلی، ۱۹۰۶ † – گربه مارتلی - گربه شنی لاچ، ۱۸۵۸ – گربه شنی - گربه پاسیاه برشل، ۱۸۲۴ – گربه پاسیاه - گربه وحشی شربر، ۱۷۷۵ – گربه دشتی - سرده پلنگچه‌ها گری، ۱۸۴۲ - گربه پانتانال Cope، 1889 – pantanal cat - کولوکولو Molina، 1782 – colocolo - گربه جفروی d'Orbigny & Gervais، 1844 – Geoffroy's cat - کودکود Molina، 1782 – kodkod - گربه کوهی آند Cornalia، 1865 – Andean mountain cat - گربه پامپا Desmarest، 1816 – pampas cat - پلنگ راه‌راه آمریکایی لینه، ۱۷۵۸ – ocelot - ببرک شربر، ۱۷۷۵ – oncilla - مارگای Schinz، 1821 – margay | - سرده یوزگربه سورتزوف، ۱۸۵۸ - یوزگربه شربر، ۱۷۷۶ – serval - سرده Lynx Kerr، 1792 - وشق کانادایی Kerr، 1792 – Canadian lynx - وشق اوراسیایی لینه، ۱۷۵۸ – سیاه‌گوش اوراسیا - وشق ایبری Temminck، 1827 – Iberian lynx - گربه دم‌کوتاه شربر، ۱۷۷۷ – bobcat - سرده †یوزپلنگ آمریکایی - †یوزپلنگ آمریکایی - †یوزپلنگ آمریکایی - †یوزپلنگ آمریکایی - سرده گربه پالاس - گربه پالاس پالاس، ۱۷۷۶ – گربه پالاس - سرده گربه مرمری Severtzov، 1858 - گربه مرمری Martin، 1837 – marbled cat - سرده پلنگ‌گربه‌های آسیایی Severtzov، 1858 - گربه پلنگی Kerr، 1792 – leopard cat - گربه ایریوموته Imaizumi، 1967 – Iriomote cat - گربه سرپخ Vigors & Horsfield، 1827 – flat-headed cat - گربه خال‌زنگاری Geoffroy Saint-Hilaire، 1831 – rusty-spotted cat - گربه ماهیگیر Bennett، 1833 – fishing cat - سرده گربه طلایی آفریقایی Severtzov، 1858 - گربه طلایی آفریقایی Temminck، 1827 – African golden cat - سرده Puma Jardine، 1834 - شیر کوهی Linnaeus، 1771 – cougar - جگواروندی Geoffroy، 1803 – jaguarundi |